# Mimela plicatulla
Mimela plicatulla är en skalbaggsart som beskrevs av Lin 1990. Mimela plicatulla ingår i släktet Mimela och familjen Rutelidae. Inga underarter finns listade i Catalogue of Life.